# 八木田橋
八木田橋（やぎたばし）は、福島県福島市にある道路橋である。

## 概要
- 全長…160.5 m
  - 主径間…31.8 m
- 幅員…15.0 m（車道部10.0 m、歩道部2×2.5 m）
- 形式…3径間連続非合成鋼鈑桁橋[1]
- 竣工…1987年9月

福島市街地西部で一級河川荒川を渡り、福島県道126号福島微温湯線を通す。東詰は須川町、西詰は八木田に位置しており、福島市西部と中心部を結ぶ動脈的役割を果たしている。現在の橋は1987年に完成した全長160.5 mの鋼鈑桁橋であり、橋上は実質3車線分の幅が確保され、橋の中央部分は導流帯と堤防沿いの道路への右折車線として使われている。福島県では当時福島県副知事だった友田昇の提唱によって、1980年（昭和55年）8月から、「行政の文化化」の一環として「文化のための1％システム」の施策が進められていた。この八木田橋も昭和58年度に橋梁の適用対象施設として採択された。それにより、利用する市民に親しんでもらえるよう、橋の街灯は名前の頭文字である「や」の字をモチーフにしたデザインになっているなど、親柱や装飾版などに趣向がこらされている。

## 沿革
1930年（昭和5年）12月31日に対向1車線の5径間RC造単純T桁橋（延長165.5m 幅4.8m）が工費28,381円で架けられた。昭和30年代に入り、橋の近くに福島県立福島西女子高等学校（現在の福島県立福島西高等学校）が開校し、橋の両端には通学路として道路より一段高い歩道が設けられた。さらにモータリゼーションの時代を迎えると、自動車の交通量が増えてきたため、両端の信号機で通常を制御する片側交互通行の橋となった。しかし、市内に向かう幹線道路でありながら、橋に接続する道路も道幅が狭かったため慢性的な渋滞が起きていたために1981年（昭和56年）より架替え工事が始まり、1987年（昭和62年）9月に旧橋の南側に現在用いられている橋梁が新たな取付道路とともに完成した。

## 隣の橋
- 荒川

（上流） - 西大橋 - 上八木田橋 - 八木田橋 - あづま橋 - 東北新幹線須川橋梁 - （下流）